# Elisa Longo Borghini
Elisa Longo Borghini (Ornavasso, 10 de dezembro de 1991) é uma ciclista de estrada profissional italiana. 

## Carreira
Longo Borghini é filha da esquiadora cross-country Guidina Dal Sasso e seu irmão mais velho Paolo Longo Borghini também foi um ciclista.
Em 2011 integrou a equipe Top Girls Fassa Bortolo, até se transferir para a Hitec Products–Birk Sport no ano seguinte. Em 30 de setembro de 2014 foi anunciado que ela passaria a correr pela equipe Wiggle High5 Pro Cycling a partir da temporada 2015.
Ganhou a medalha de bronze no Campeonato Mundial de 2012 na prova de estrada feminina. Em 2016 conquistou o bronze na prova de estrada individual feminina nos Jogos Olímpicos de Verão de 2016, no Rio de Janeiro.